# Chontal des basses terres
Le chontal des basses terres, chontal de la côte ou huamelultec, est une langue amérindienne, de la famille des langues tequistlatèques parlée au Mexique, dans les régions côtières de l'Oaxaca.

## Une langue menacée
Le chontal des basses terres est en recul devant depuis longtemps l'espagnol, qui est la langue première utilisée dans la vie quotidienne, même par les locuteurs les plus âgés. Déjà en 1949, Viola Waterhouse, qui étudiait la langue, ne trouvait déjà plus de monolingue. Le nombre de locuteurs est difficile à établir.
Les chiffres du recensement mexicain de 1990 indiquaient 4 959 locuteurs déclarés pour l'ensemble du chontal de l'Oaxaca. Ce chiffre est peu crédible, et la réalité est plus proche de l'enquête de la même année de l'Instituto nacional indigenista (INI), qui recensait 394 personnes parlant les deux variétés existantes de chontal.

## Classification
Le chontal des basses terres est un des trois parlers du chontal de l'Oaxaca. 